# Cerhenice (železniční zastávka)
Cerhenice jsou železniční zastávka, která se nachází v severní části stejnojmenného městysu v okrese Kolín. Leží v km 359,318 železniční trati Praha – Česká Třebová mezi stanicemi Pečky a Velim. V sousedství zastávky v km 359,840 je od roku 2021 odbočka Cerhenice.

## Historie
Železniční trať z České Třebové do Prahy, která Cerhenicemi prochází, byla dána do provozu již v roce 1845, ale nádraží v Cerhenicích zřízeno nebylo. O zřízení zastávky žádala obec poprvé v roce 1882, ale nebylo jí ze strany ředitelství drah vyhověno. Žádosti pokračovaly i v další letech, ale buď byly zamítány nebo byla požadována značná finanční spoluúčast obce, což bylo nad její síly. Je jisté, že minimálně v roce 1902 již zastávka v Cerhenicích byla. V období první republiky obec žádala o rozšíření na stanici, ale nebylo jí vyhověno a „jen“ zastávka je v Cerhenicích dodnes (2021). V letech 1997–1999 byla zastávka rekonstruována v rámci výstavby tzv. prvního koridoru. V rámci stavby byl zrušen u zastávky přejezd (byl nahrazen nadjezdem na obchvatu Cerhenic) a na jeho místě vybudován podchod. V letech 2020–2022 proběhla další modernizace úseku Poříčany–Velim, v jejímž rámci byla zastávka znovu zrekonstruována.

## Popis zastávky
V zastávce ležící na dvoukolejné trati jsou dvě vnější nekrytá betonová nástupiště u traťových kolejí č. 1 a 2. Obě nástupiště mají délku 240m, hrana nástupiště je ve výšce 550 mm nad temenem kolejnice. Cestujícím slouží přístřešky u obou nástupišť. Nástupiště jsou propojena podchodem. Cestující v zastávce informuje rozhlasové zařízení ovládané z Centrálního dispečerského pracoviště Praha, případně ze záložního pracoviště v Kolíně. V zastávce se neprodávají jízdenky, odbavení cestujících probíhá ve vlaku.